# Статевий потяг
Стате́вий по́тяг (сексуальне бажання, ваблення) — сукупність біологічних та психологічних чинників, внаслідок яких в людини виникає бажання сексуально вдовольнитись, зокрема здійснити статевий акт з певною особою. В науковій психології розглядається, як емоція і мотиваційний стан, що характеризується інтересом до сексуальних об'єктів або дій.
Суб'єктивний стан статевого потягу, як почуття, може бути викликаний як внутрішніми, так і зовнішніми сигналами. Він може призводити до явної сексуальної поведінки чи не призводити. Бажання можна пробудити через уяву та сексуальні фантазії або через сприйняття іншої особи фізично привабливою. Потяг також створюється та посилюється через сексуальну напругу, спричинену ним же. Фізичні прояви статевого потягу людей включають облизування, смоктання чи висовування язика, зморщування й торкання губ тощо.
Бажання може бути спонтанним або рефлективним, позитивним або негативним, а також може змінюватися за інтенсивністю.